# Teatr rzymski w Płowdiwie
Teatr rzymski w Płowdiwie – teatr rzymski starożytnego Trimontium (dziś w środkowej Bułgarii). 
Napis budowniczego, który był przymocowany do architrawu wschodniego proscenium, mówi, że budowa teatru została przeprowadzona pod koniec panowania cesarza Trajana, prawdopodobnie w latach 116-117 naszej ery. Teatr może pomieścić od 5000 do 7000 widzów i jest obecnie w użyciu.

## Opis
Fotele widzów są skierowane na południe, w kierunku starożytnego miasta na nizinach oraz pasma Rodopów w oddali. W zarysie teatr jest półokręgiem o średnicy zewnętrznej 82 metrów. Sam teatr podzielony jest na część wypoczynkową (audytorium) i scenę (orkiestrę). Widownia, obszar, w którym ludzie się gromadzili, jest wydrążona ze wzgórza lub zbocza, podczas gdy zewnętrzne siedzenia radianowe wymagają wsparcia i solidnych ścian oporowych. Widownia nie była zadaszona. Widownia (cavea) otacza scenę – orkiestrę, która ma kształt podkowy i 26,64 m długości oraz zawiera 28 koncentrycznych rzędów marmurowych siedzeń, podzielonych na dwie kondygnacje za pomocą przejścia (diazoma). Górna część kondygnacji jest załamana przez wąskie promieniowe schody, które dzielą widownię na sektory w kształcie klina (kerkides). Teatr ma więc podium, które podtrzymuje kolumny frontu.
Budynek sceny znajduje się na południe od orkiestry i ma trzy piętra. Proscenium ma 3,15 m wysokości, a jego fasadę, zwróconą w stronę orkiestry, zdobią kolumny z jońskiego marmuru i fronton (trójkąt szczytowy). Budynek sceny, która dominuje na widowni, składa się z dwukondygnacyjnego portyku, z których pierwszy jest w porządku jońskim, a drugi w porządku korynckim. Fasadę przecinają trzy symetrycznie ułożone bramy. 
Podobnie jak wszystkie teatry na terenie Cesarstwa Rzymskiego, w teatrze w Trimontium zostały wyryte honorowe siedzenia widzów. Były tam inskrypcje nie tylko dla przedstawicieli rady miasta, ale także dla sędziów, przyjaciół cesarza itd. Niektóre napisy pokazują, że budynek był używany jako siedziba trackiego zgromadzenia prowincjalnego. Teatr został zbudowany z około 7000 miejsc, gdzie każda sekcja siedzeń miała wyryte na ławkach nazwy miast, aby obywatele wiedzieli, gdzie mają usiąść.
Pod koniec IV wieku większość budowli została zniszczona przez pożar lub trzęsienie ziemi. W tym czasie cały region został zdewastowany przez Hunów.
Teatr został ponownie odkryty po osunięciu się ziemi, po czym został on dokładnie zbadany w trakcie wykopalisk archeologicznych w latach 1968-1979. Podczas wykopalisk usunięto m.in. 4,5-metrową warstwę ziemi pokrywającej to, co zostało ukryte przez osuwisko. Odbudowa rzymskiego teatru w Płowdiwie jest uważana za jedno z najlepszych osiągnięć Bułgarskiej Szkoły Konserwatorskiej.
W miesiącach letnich odbywają się tam przedstawienia teatralne i pokazy muzyczne.

## Galeria

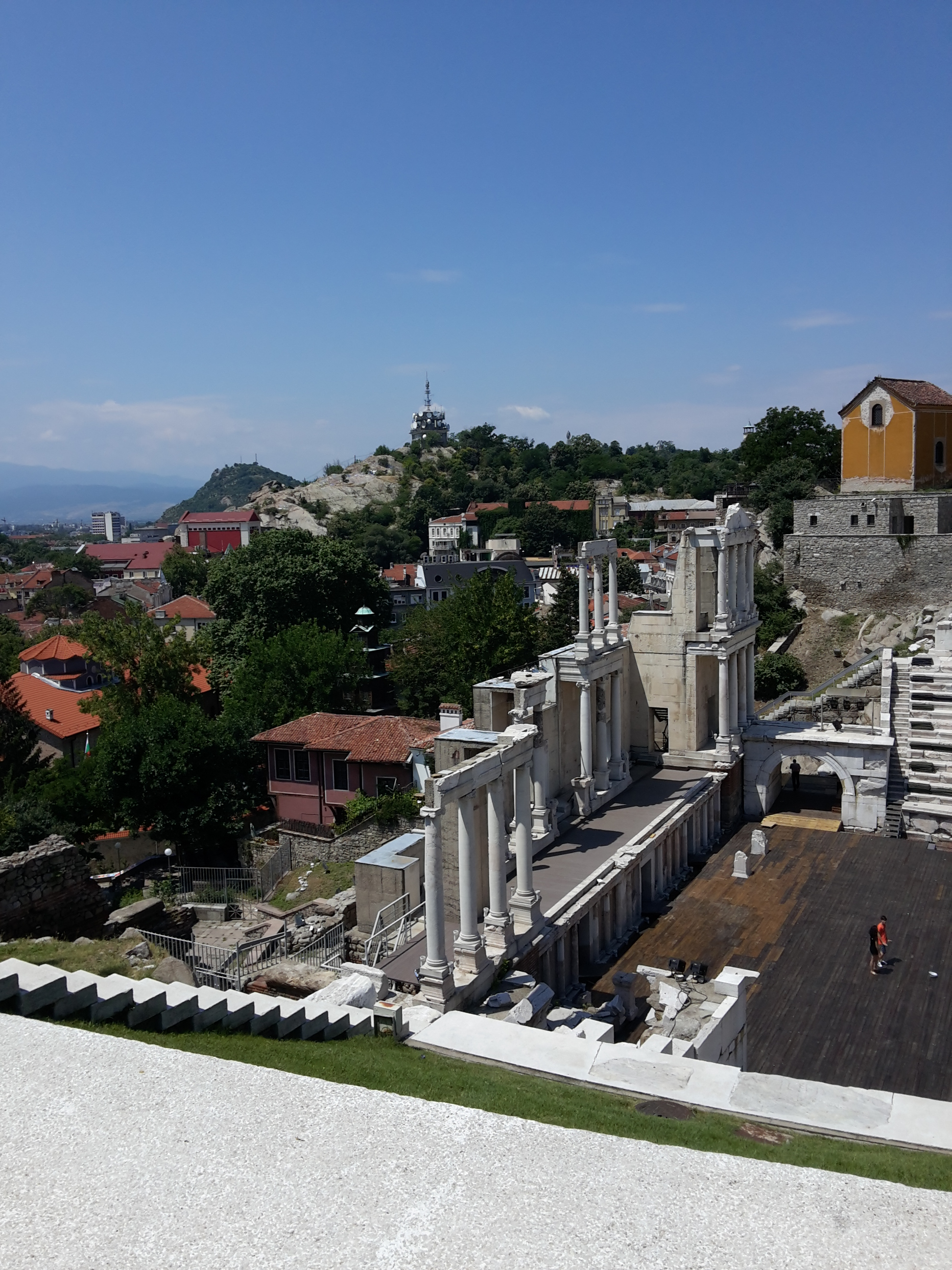
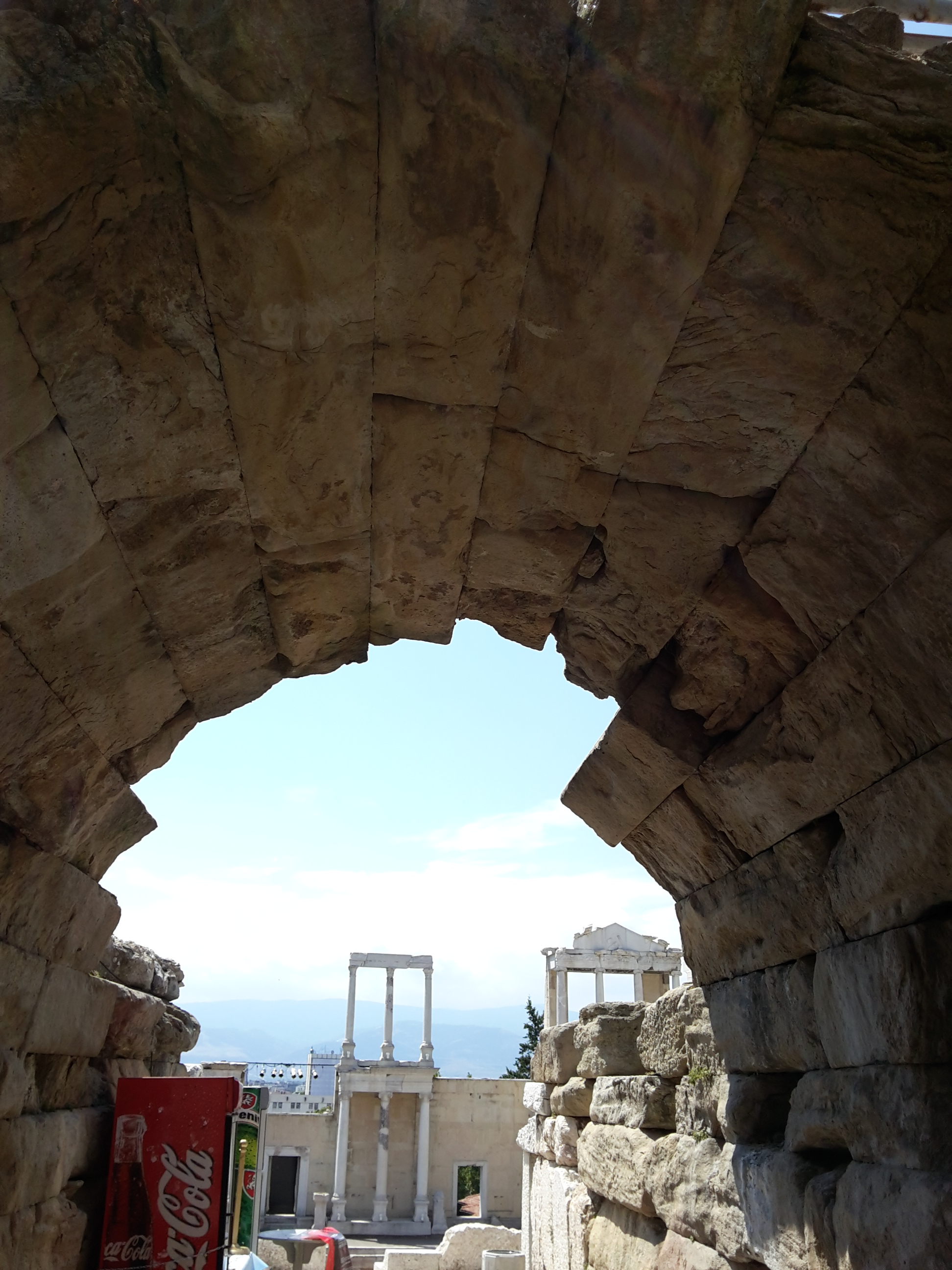
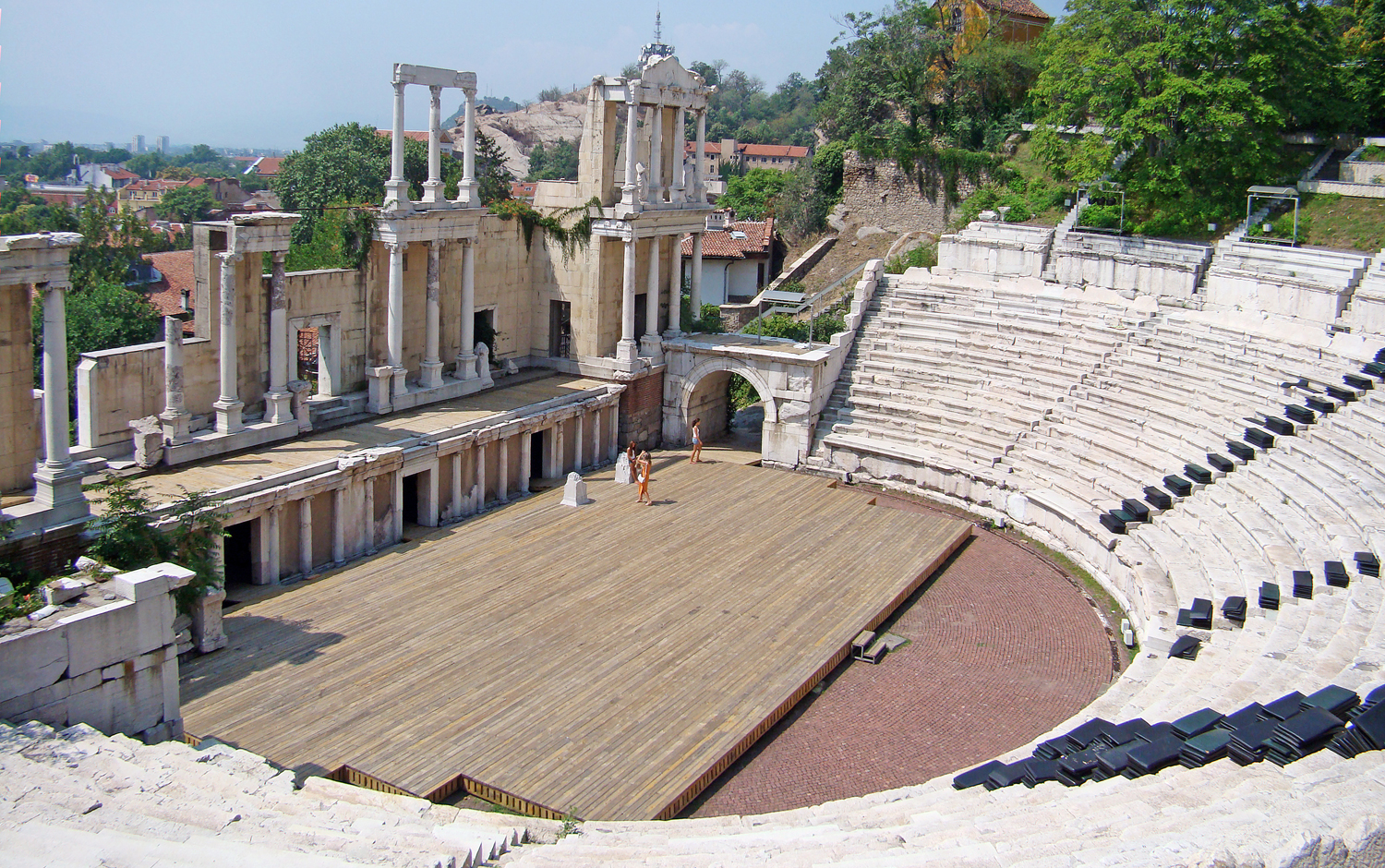
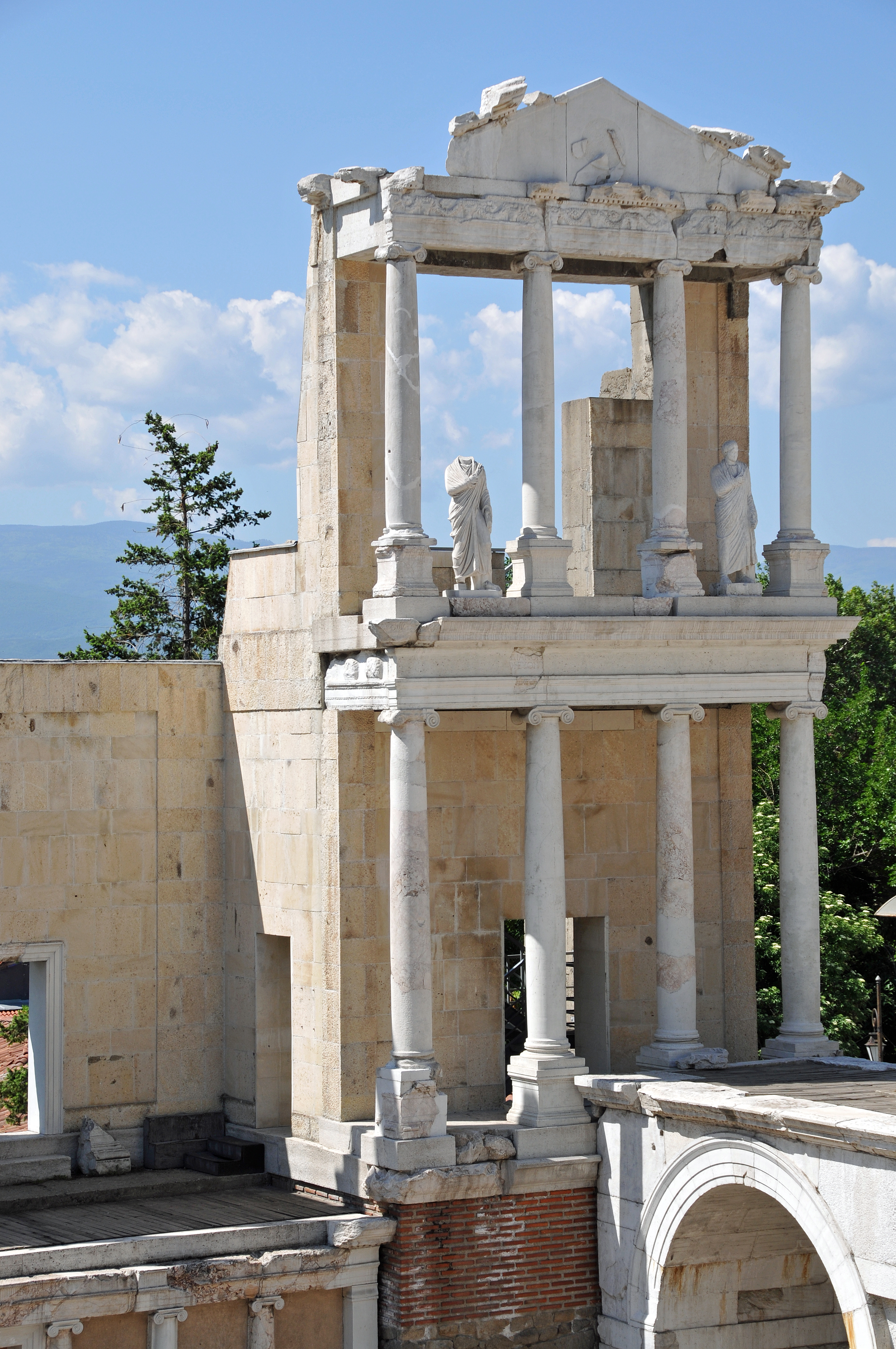
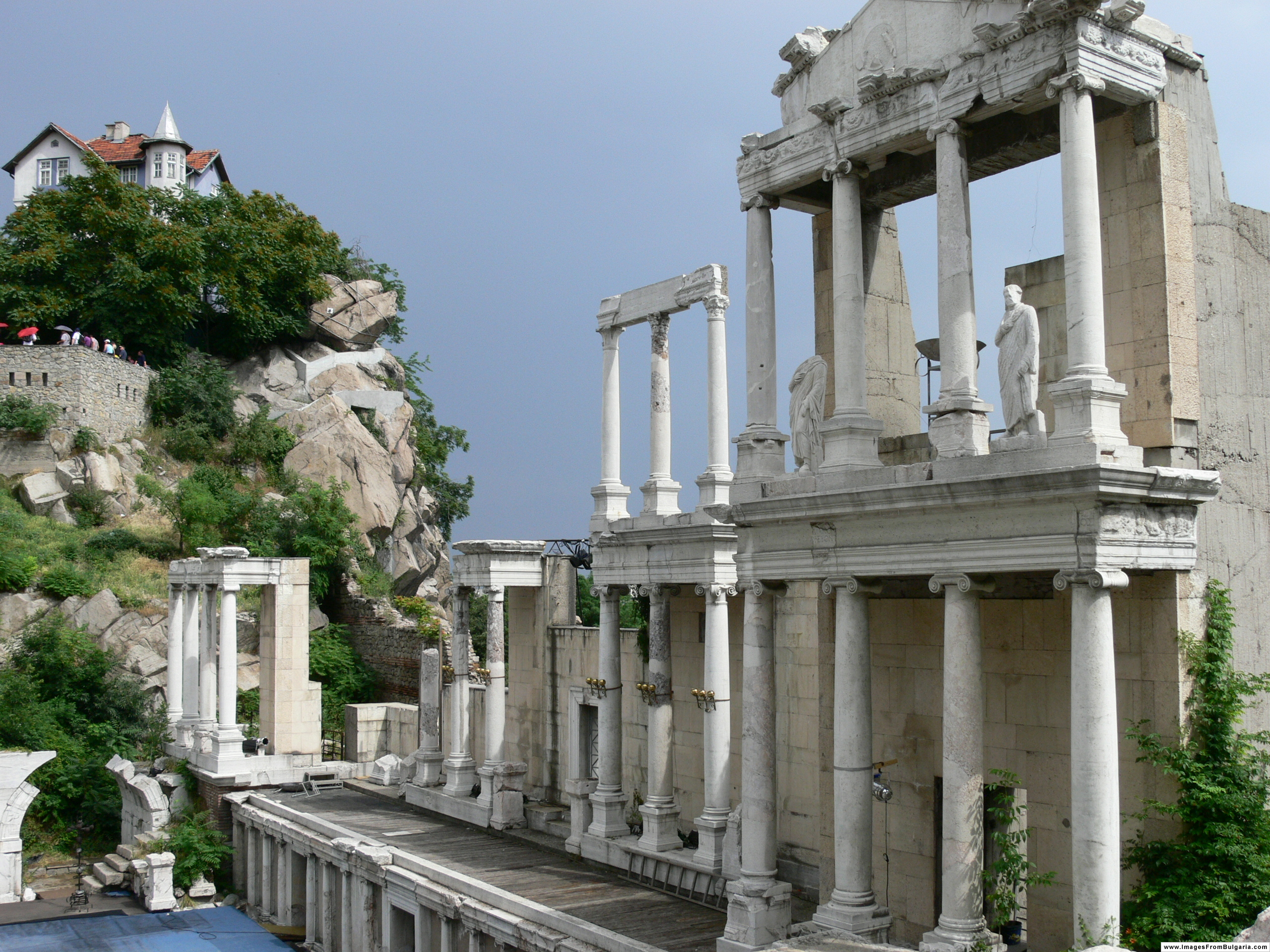
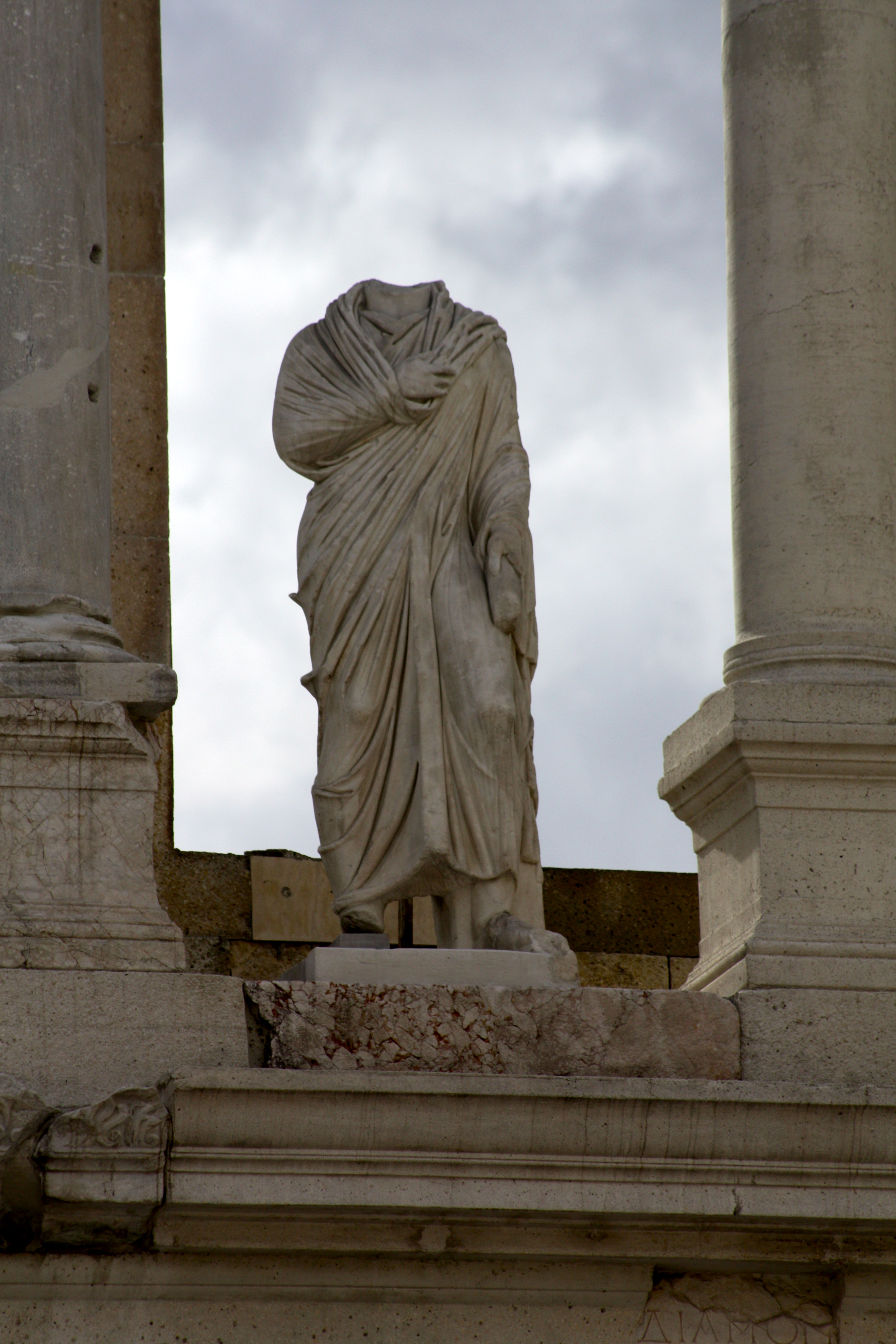
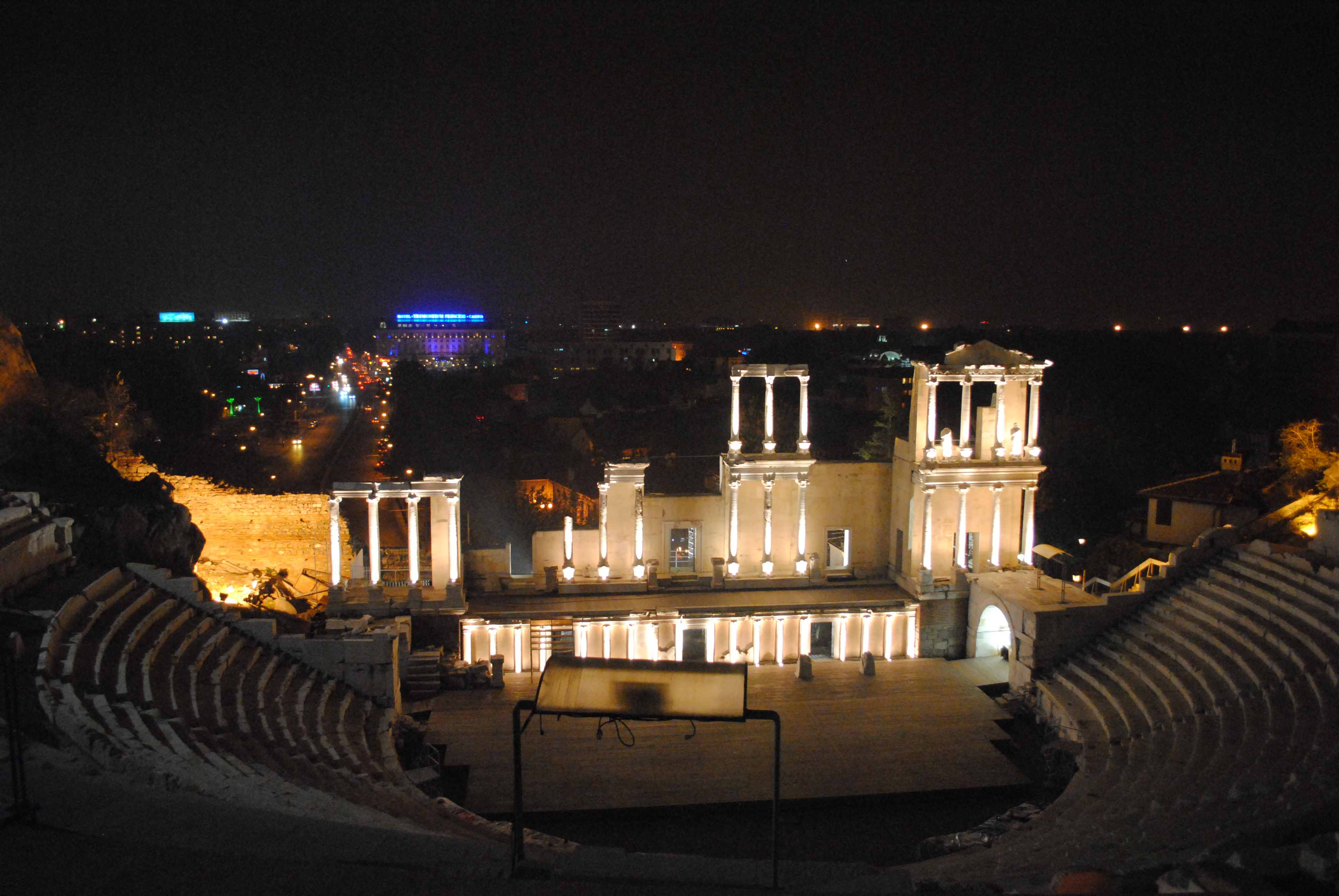
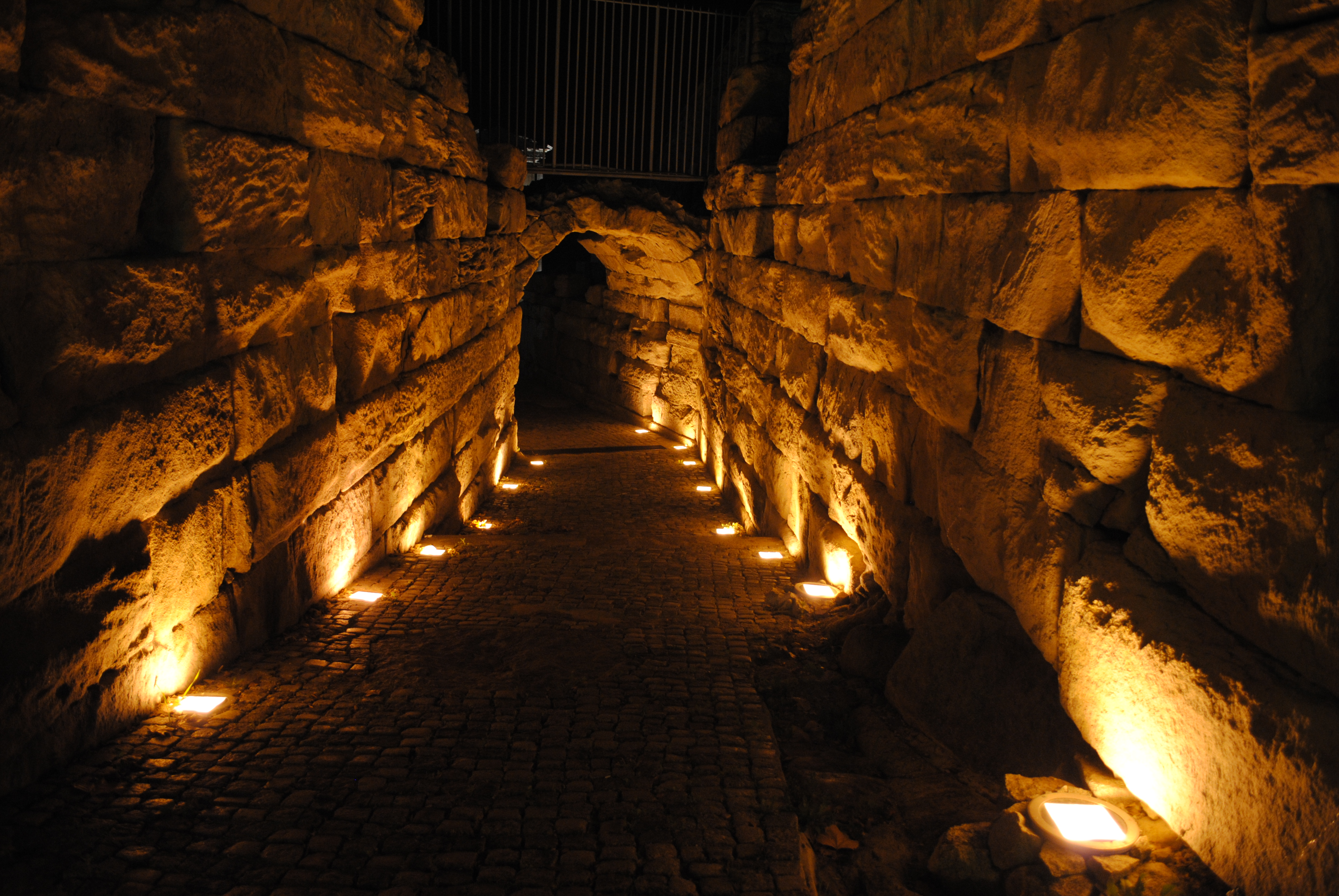
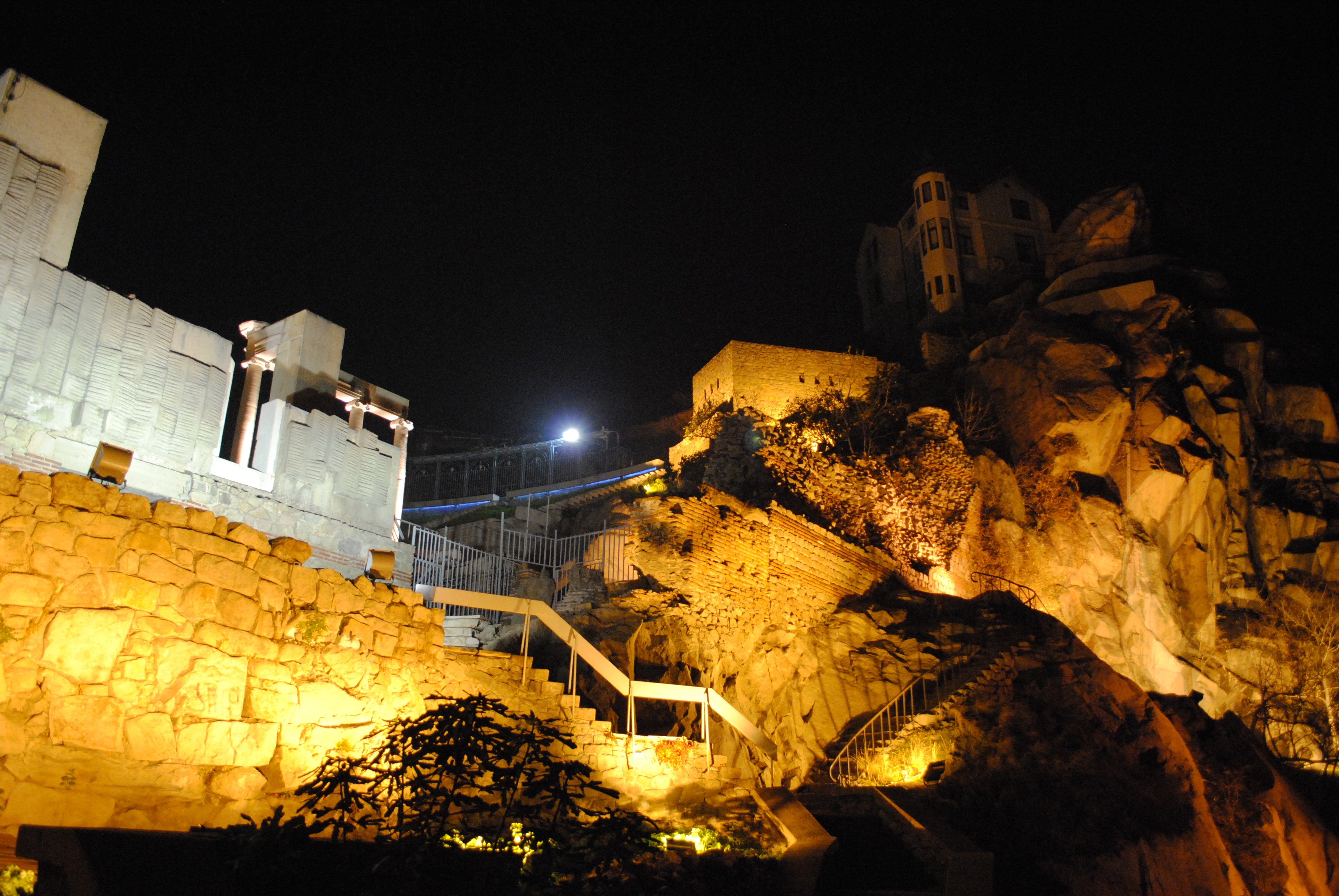
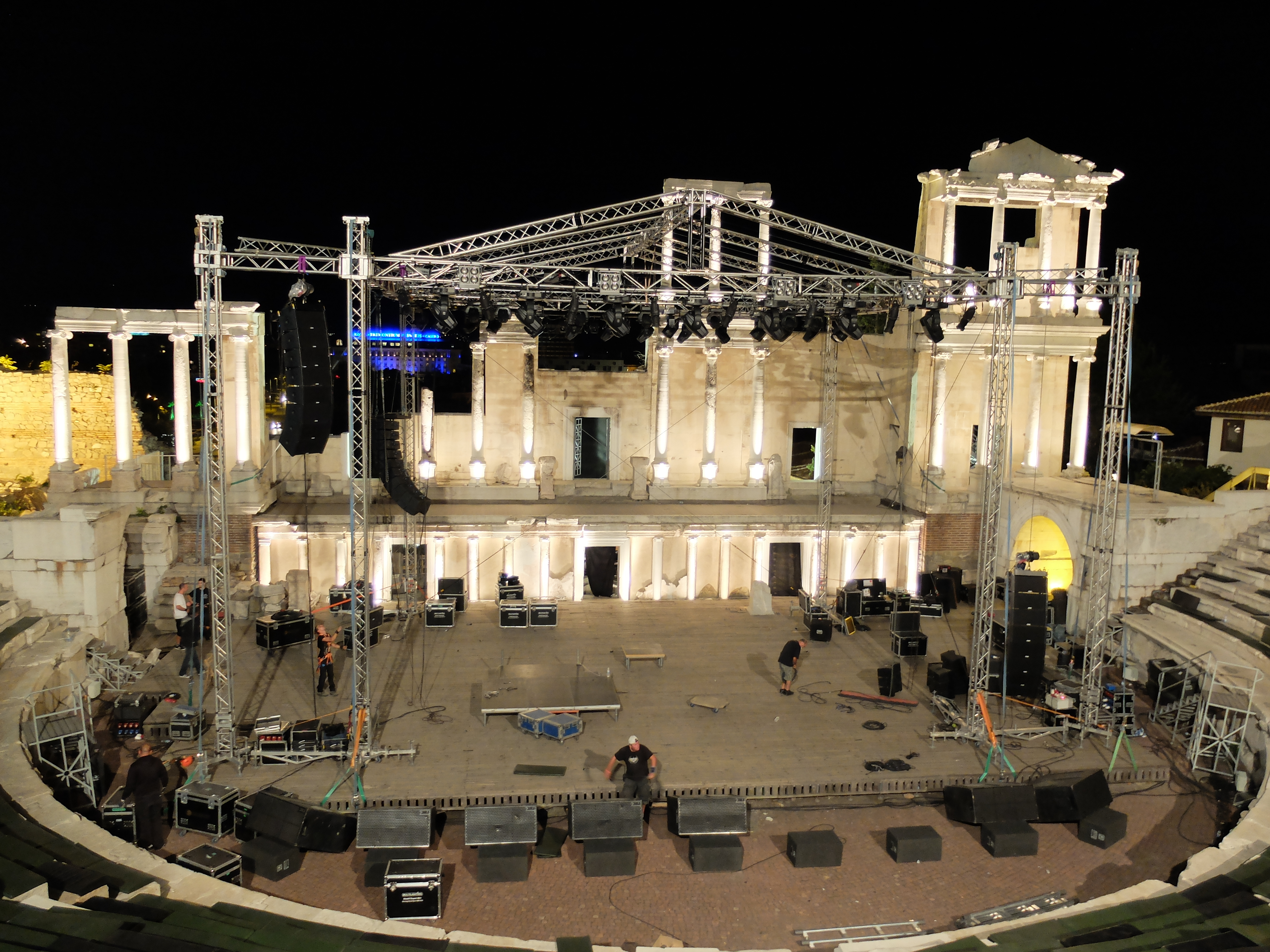